# エゾノハナシノブ
エゾノハナシノブ（エゾハナシノブとも記される。学名：Polemonium caeruleum subsp. yezoense）はハナシノブ科ハナシノブ属の多年草の高山植物。後述する変種ミヤマハナシノブを下位分類として含み、ともに環境省絶滅危惧II類（VU）とされる。

## 特徴
高さ30–80 cm。葉は互生し羽状に分裂する。花は青紫色で美しく、漏斗状の広い鐘形で、散房状円錐花序につく。花冠は長さ1.5–2.5 cmでハナシノブより少し大きく、花冠の先は5裂する。萼は鐘形で5つに中裂～深裂する。雄しべは5個、花糸は長く、基部に毛がある。開花期は5–8月。果実は蒴果で、長さ5–6 mm、種子は長さ3–4 mm、卵形～楕円形で3裂する。染色体数2n=18。

## 分布、分類と生育環境
広義のエゾノハナシノブは本州中部以北および北海道に分布する。深山渓谷や山間の草原に生育。狭義のエゾノハナシノブは北海道と東北の平地から山地帯に生息するとも、北海道では標高の低いところ、道路や登山道沿いに生育することが多いともされる。
本州中部（北アルプス、南アルプス）の高山の草原に生育するものは花柄の短い腺毛がより密で、長白毛が疎らであることから、下位分類の変種ミヤマハナシノブ P. caeruleum subsp. yezoense var. nipponicumとされることがある。変種は花冠裂片先端や萼裂片などの形状も異なるとされ、ミヤマハナシノブの花冠裂片は鋭頭、萼は中～深裂するのに対して、狭義のエゾノハナシノブの花冠裂片は微凹頭、萼は深裂する点で区別される。
北海道日高地方には毛が少ない型があり、変種ヒダカハナシノブP. yezoense (Miyabe et Kudô) Kitam. var. hidakanum Koji Itoとして区別することもあるが、YList等では狭義のエゾノハナシノブP. caeruleum subsp. yezoense var. yezoenseのシノニムと扱う。

## 日本産ハナシノブ属の分類
日本産ハナシノブ属Polemoniumの種分類は困難で、2種に分類する考えや1種4亜種を認める考えなどがあった。本項ではYList、米倉（2012）および高橋（2021）の1種3亜種を認める見解に従う。3亜種（太字）とそれらの下位分類は以下の通り。
- P. caeruleum subsp. kiushianum (Kitam.) H.Hara ハナシノブ　九州
- P. caeruleum subsp. laxiflorum (Regel) Koji Ito カラフトハナシノブ　北海道、サハリン・ウスリー・アムール
  - P. caeruleum subsp. laxiflorum var. paludosum (Koji Ito) T.Yamaz. クシロハナシノブ　南千島、北海道道東、サハリン
  - P. caeruleum subsp. laxiflorum f. albiflorum Tatew. シロバナカラフトハナシノブ
  - P. caeruleum subsp. laxiflorum f. insulare Koji Ito レブンハナシノブ　礼文島
- P. caeruleum subsp. yezoense (Miyabe et Kudô) H.Hara エゾノハナシノブ（広義）　本州中部以北、北海道
  - P. caeruleum subsp. yezoense var. nipponicum (Kitam.) Koji Ito ミヤマハナシノブ　北アルプス・南アルプス
  - P. caeruleum subsp. yezoense var. yezoense Miyabe et Kudô エゾノハナシノブ　北海道、青森県白神山地

#### 参考：外国産のハナシノブ亜種
- P. caeruleum L. subsp. caeruleum ヨウシュハナシノブ（セイヨウハナシノブ）（P. caeruleumの基亜種）ユーラシア大陸産、園芸栽培種
- P. caeruleum subsp. campanulatum Th.Fr. キョクチハナシノブ　北米西部、アラスカ、シベリア、フィンランド
- P. caeruleum subsp. liniflorum (V.Vassil.) Tolm. ex Tzvelev トウハナシノブ　外国産種

なお、POWOでは2025年8月現在、ハナシノブ属Polemonium全体で39種、日本産は以下の3種を認める見解を取っている。
- P. kiushianum Kitam.[8]（ハナシノブなどの学名をシノニムとする）
- P. caeruleum L.[9]（エゾノハナシノブを亜種、ミヤマハナシノブを変種として含む）
- P. chinense (Brand) Brand[10]（カラフトハナシノブ、シロバナカラフトハナシノブ、レブンハナシノブ、トウハナシノブなどの学名をシノニムとする）

## ギャラリー
広義のエゾノハナシノブ（ミヤマハナシノブ）
（2024年11月 大阪市 咲くやこの花館）
- 植栽
- 花
- 斑入り品種の花